# William Cockburn (11e baronnet)
Pour les articles homonymes, voir Cockburn.
William Cockburn, 11e baronnet (2 juin 1773 - 30 avril 1858, Kelston) est un membre de l'Église d'Angleterre. Il est Doyen d'York (1823–1858) et est célèbre pour avoir été accusé de simonie par son neveu Alexander Cockburn (12e baronnet) en 1841.

## Biographie
Il est le troisième fils de James Cockburn (8e baronnet) et de sa deuxième épouse Augusta Anne Ayscough. Son grand-père maternel est Francis Ayscough, doyen de Bristol. En 1853, il devient baronnet après la mort de son frère, George.
En 1805, il épouse Elizabeth Peel (décédée le 16 juin 1828), sœur de Robert Peel. Elle donne naissance à trois fils. James, l'aîné, est décédé en 1845 à l'âge de 38 ans, Robert, le deuxième fils, décédé en 1850, âgé de 42 ans et George, le troisième fils, décédé en 1850, à l'âge de 37 ans. En 1830, Cockburn épouse Margaret Pearce, fille d'un colonel Pearce, mais ils n'ont pas d'enfants.
Il fait ses études à Charterhouse School et Collège de St John, Cambridge, diplômé en 1795 et avec un MA en 1798 et un DD en 1823. Fellow de Saint-john's de 1796 à 1806, il est le premier avocat chrétien de l'Université de Cambridge de 1803 à 1810. Il est également un géologue.
William Cockburn est ordonné diacre en 1800 dans l'Église d'Angleterre et l'année suivante en tant que prêtre. En 1822, il devient le Doyen d'York, principal lieu d'autorité et de dignité dans la cathédrale, poste qu'il occupe jusqu'à sa mort en 1858. À partir de 1832, il est également recteur de Kelston, Somerset, près de Bristol, où il passe généralement la moitié de l’année.
À l'âge de 84 ans, Cockburn meurt à Kelston le 30 avril 1858, après plus d'un an d'infirmités grandissantes.

## Accusé et acquitté de simonie
En 1829, un méthodiste fanatique incendie la cathédrale, causant des dégâts considérables. En tant que doyen, Cockburn est responsable de la gestion des réparations, ce qu’il n’a pas bien fait. Un second incendie accidentel en 1840 provoque à nouveau des dégâts considérables. Les conflits liés aux travaux de restauration et à la mauvaise gestion financière de Cockburn atteignent leur paroxysme en 1841, lorsqu'un chanoine de York accuse Cockburn de simonie. Cockburn confondait les comptes, utilisait des fonds de réparation à des fins autres que de réparation, et prenait trop de décisions indépendantes. Finalement, un litige impliquant l'archevêque d'York aboutit à un jugement destituant Cockburn du doyenné. Il interjette appel devant le tribunal de la cour du banc de la reine, qui statue "presque avec mépris" en faveur de Cockburn, étant particulièrement critique à l'égard du procureur, le docteur Phillimore, professeur de droit civil Regius à Oxford, pour son ignorance des lois applicables. La réputation du ministre a beaucoup souffert de cette affaire.
L’historien Gillespie décrit même les vues "raisonnablement respectables" de Cockburn comme des "fulminations contre la science en général et toutes ses œuvres" et a classé ses travaux parmi "des attaques cléricales contre la géologie et des tentatives non informées de cadrer des systèmes théoriques conciliant les archives géologiques et scripturaires. " .

## Sources
- G.E. Aylmer et Reginald Cant, A History of York Minster, 1977
- [Anon.] (1841) Compte rendu des débats devant le tribunal de tourisme de Sa Grâce, archevêque de York, Londres: Crofts & Blenkarn; Whitaker & Co.
- Dates à l' Institut de recherche historique
- Duffus, T. (1854-) Fasti Ecclesiae Anglicanae III, iv. sept
- C. C. Gillispie, Genesis and Geology, Londres, Harvard University Press, 1996 (ISBN 0-674-34481-2)